# Karbamazepina

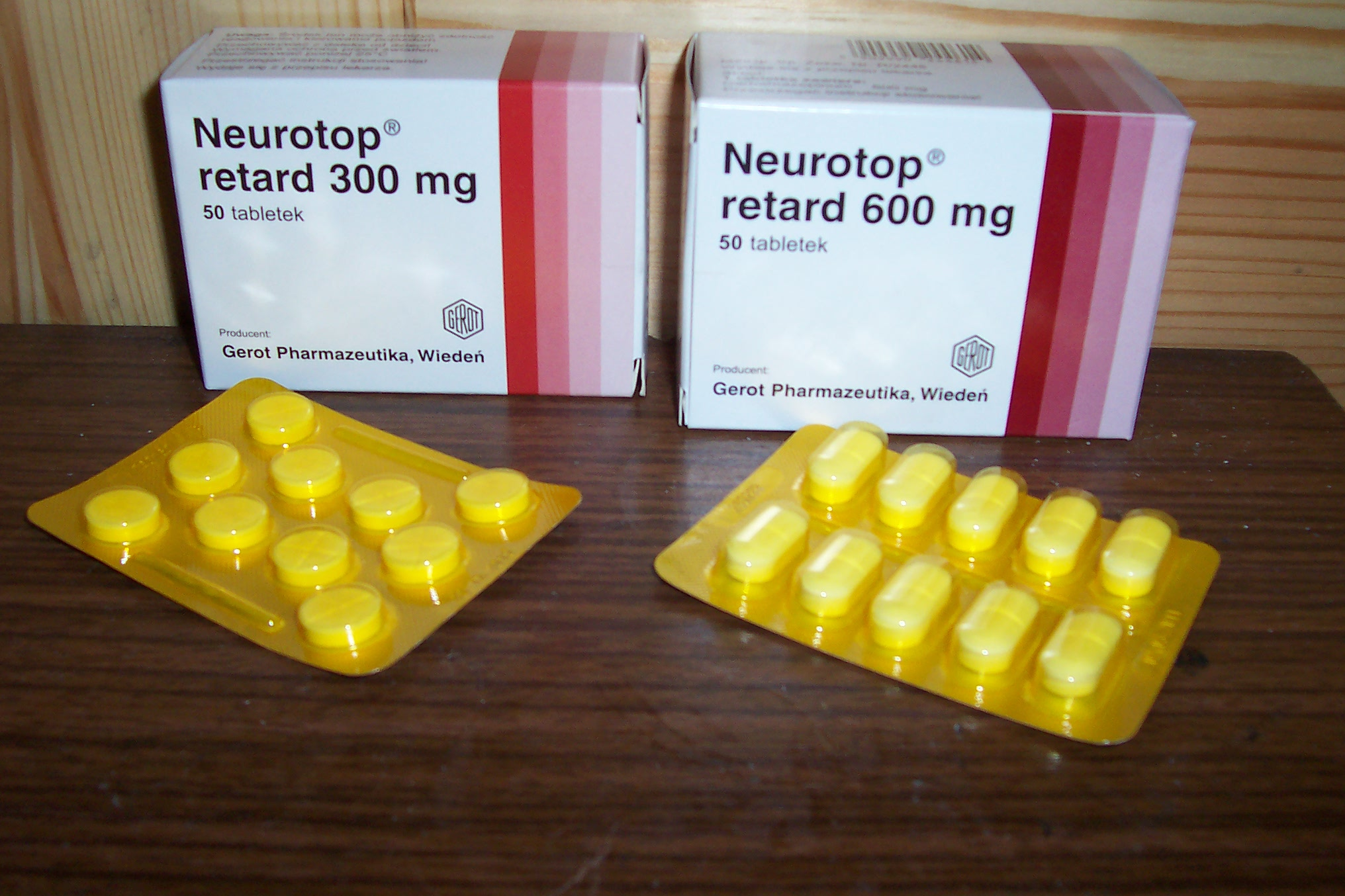
Opakowania Neurotopu retard 300 mg i 600 mg

Karbamazepina – organiczny związek chemiczny, pochodna dibenzoazepiny (iminostilbenu), stosowana jako  lek psychotropowy, przeciwdrgawkowy i stabilizujący nastrój, używany głównie do leczenia padaczki i choroby afektywnej dwubiegunowej. Znajduje również zastosowanie w leczeniu neuralgii trójdzielnej, neuralgii nerwu językowo-gardłowego, oraz w leczeniu schizofrenii i innych psychoz jako lek potencjalizujący działanie leków przeciwpsychotycznych.

## Mechanizm działania
Karbamazepina hamuje kanały sodowe bramkowane napięciem, powodując hamowanie uwalniania glutaminianu w ośrodkowym układzie nerwowym.

## Metabolizm
Karbamazepina jest metabolizowana w wątrobie, głównie przy udziale cytochromu P450 3A4. W mniejszym stopniu w jej metabolizmie ma udział CYP2C8. Karbamazepina jest silnym induktorem CYP3A4 (czyli indukuje własny metabolizm). Głównym metabolitem jest epoksyd karbamazepiny (CBZ-E), o większej toksyczności.

## Działania niepożądane
Przy wieloletnim stosowaniu karbamazepiny następuje rozmiękanie kości ze względu na przyspieszenie metabolizmu witaminy D w wątrobie.
Najczęstsze działania niepożądane karbamazepiny to sedacja, zawroty głowy, niezborność ruchowa, nudności, biegunka, zaburzenia widzenia, wysypka. Dość często występuje łagodna, przemijająca leukopenia. Rzadko występują poważne powikłania hematologiczne, takie jak anemia aplastyczna i agranulocytoza. Może przyczyniać się do zespołu nieadekwatnego wydzielania wazopresyny (SIADH) i hiponatremii. 

## Interakcje
Karbamazepina jest substratem i induktorem CYP3A4. Inhibitory CYP3A4 (jak erytromycyna, nefazodon, fluwoksamina, fluoksetyna, werapamil) mogą podwyższać stężenie karbamazepiny we krwi.
Karbamazepina może w drodze indukcji CYP3A4 przyspieszać metabolizm i obniżać stężenia klozapiny, arypiprazolu, kwetiapiny, paracetamolu, benzodiazepin, dikumarolu, doksycykliny, teofiliny, warfaryny, haloperidolu i innych leków przeciwdrgawkowych (fenytoiny, tiagabiny, topiramatu, lamotryginy, kwasu walproinowego). W połączeniu z litem nasila jego działanie neurotoksyczne. Może też obniżać skuteczność hormonalnych leków antykoncepcyjnych.

## Stosowanie w ciąży
Lek może powodować wady wrodzone u płodu (m.in. wad cewy nerwowej) i zaliczany jest do kategorii D.

## Preparaty
W Polsce sprzedawany m.in. pod następującymi nazwami handlowymi: Amizepin, Finlepsin, Neurotop, Tegretol, Timonil.